# Lewis Powell
Lewis Thornton Powell (22 de abril de 1844 – 7 de julio de 1865), también conocido como Lewis Payne y Lewis Paine, fue un ciudadano estadounidense que intentó asesinar al Secretario de Estado de los Estados Unidos William H. Seward el 14 de abril de 1865. Conspiraba con John Wilkes Booth, que asesinó al presidente Abraham Lincoln esa misma noche.
Powell era un soldado confederado herido en Gettysburg. Más tarde sirvió en los Mosby  Rangers antes de trabajar con el Servicio Secreto Confederado en Maryland. Conoció a Booth y fue reclutado en un plan fallido para secuestrar a Lincoln. El 14 de abril de 1865, Booth resolvió que Lincoln, Seward, y el vicepresidente Andrew Johnson debían ser asesinados para dejar descabezado el gobierno de la Unión.
A Powell le fue encomendada la tarea de matar a Seward. Fue ayudado por David Herold, que guio a Powell hasta la casa de Seward y mantuvo a los caballos listos para la huida. Powell hirió gravemente a Seward, y Herold huyó antes de que Powell abandonara la casa de la víctima. Powell se perdió en la ciudad, y tres días más tarde llegó a una pensión regentada por Mary Surratt, madre del co-conspirador John Surratt. Por casualidad, la policía estaba registrando la casa en aquel momento, y Powell fue arrestado. Él y otros tres, incluyendo Mary Surratt, fueron sentenciados a muerte por un tribunal militar y ejecutados en el Arsenal de Washington.

## Primeros años
Lewis Thornton Powell nació en el condado de Randolph, Alabama, el 22 de abril de 1844, hijo de George Cader y Patience Caroline Powell. Era el menor de ocho hermanos. El padre de Powell había sido ordenado pastor baptista en 1847, y en 1848 la familia se mudó al condado de Stewart, Georgia, donde su padre había sido nombrado pastor de la iglesia Beulah en el pueblo de Green Hill. Sobre este tiempo, el padre de Powell liberó a los tres esclavos que poseía. Powell y sus hermanos fueron educados por su padre, que era también el maestro de la escuela local.
En su infancia, Powell fue descrito como tranquilo e introvertido, pero muy querido por los demás. Disfrutaba tallando madera, con la pesca, el canto, la lectura, y estudiando. También le encantaba asistir a la iglesia, la escuela dominical, y las reuniones de oración. A menudo cuidaba y se preocupaba por animales enfermos y perdidos, ganándose el apodo "Doc" de sus hermanas. Pero Powell también podía ser inmensamente terco, y la familia entera era bien conocida por su genio.
Cuando Powell tenía trece años, la mula de la familia le dio una patada en la cara, rompiéndole la mandíbula. La rotura curó en una manera que hizo el lado izquierdo de su mandíbula un poco más prominente que el derecho.
George Powell cofirmó un préstamo para un amigo de la familia, y cuando ese amigo dejó de pagar en 1859, los Powell se vieron obligados a vender su granja para saldar la deuda. Los Powell se trasladaron ese mismo año al pueblo de Belleville en el condado de Hamilton, Florida. Al año siguiente, George Powell estableció una iglesia en Apopka, una ciudad en la frontera entre los condados de Orange y Seminole, Florida, y la familia se instaló en una granja a una milla y media de la estación de Live Oak, en el condado de Suwannee, Florida.

## Servicio en la Guerra civil

### 2.ª Infantería de Florida y captura
Al estallar la guerra civil, Lewis Powell dejó su casa, el 30 de mayo de 1861, y viajó a Jasper, Florida, donde se alistó en la Compañía I de la 2.ª Infantería de Florida. Fue aceptado porque mintió sobre su edad (dijo tener 19 años). La unidad de Powell luchó en marzo y abril de 1862 en la Campaña de la Península. Powell se convirtió en un soldado eficaz y endurecido en la batalla. Se ganó los elogios de sus oficiales al mando, y afirmó que cuando disparaba su rifle lo hacía para matar (nunca para herir). Se dice que llevaba consigo el cráneo de un soldado de la Unión, el cual usaba como cenicero. Cuando su alistamiento de un año expiró, Powell recibió una licencia de dos meses, tiempo durante el que regresó a casa a visitar a su familia. Se realistó en Jasper el 8 de mayo de 1862. En noviembre, Powell cayó enfermo y fue hospitalizado en el Hospital General N.º 11 en Richmond, Virginia. Regresó al servicio activo a las pocas semanas y participó en la Batalla de Fredericksburg (11–15 de diciembre de 1862), cerca de Fredericksburg, Virginia. Su unidad fue entonces asignada al Tercer Cuerpo del Ejército de Virginia del Norte, recién organizado a principios de 1863. El Tercer Cuerpo entró en combate en la Batalla de Gettysburg, del 1–3 de julio de 1863.
Durante dicha batalla, Powell recibió un disparo en la muñeca derecha el 2 de julio, lo que le impidió participar en la carga de Pickett el 3 de julio. Fue capturado y enviado a un hospital de prisioneros de guerra en el Pensilvania College. Fue transferido al Camp Letterman, el vasto hospital de campo al nordeste de Gettysburg, el 6 de julio. Powell trabajó como enfermero en el campamento y en el Pensilvania College hasta que el 1 de septiembre fue enviado al Provost Mariscal. Fue llevado en tren a Baltimore, Maryland, y (todavía en un hospital de prisioneros) empezó a trabajar el 2 de septiembre en el West Buildings Hospital. En Baltimore, Powell conoció e inició un romance con una mujer llamada Margaret "Maggie" Branson, que era enfermera voluntaria. Se cree que Branson ayudó a Lewis a escapar del hospital el 7 de septiembre (Algunos historiadores afinan más: Ella de hecho le proporcionó un uniforme del Ejército de la Unión).

### Huida y Mosby Rangers

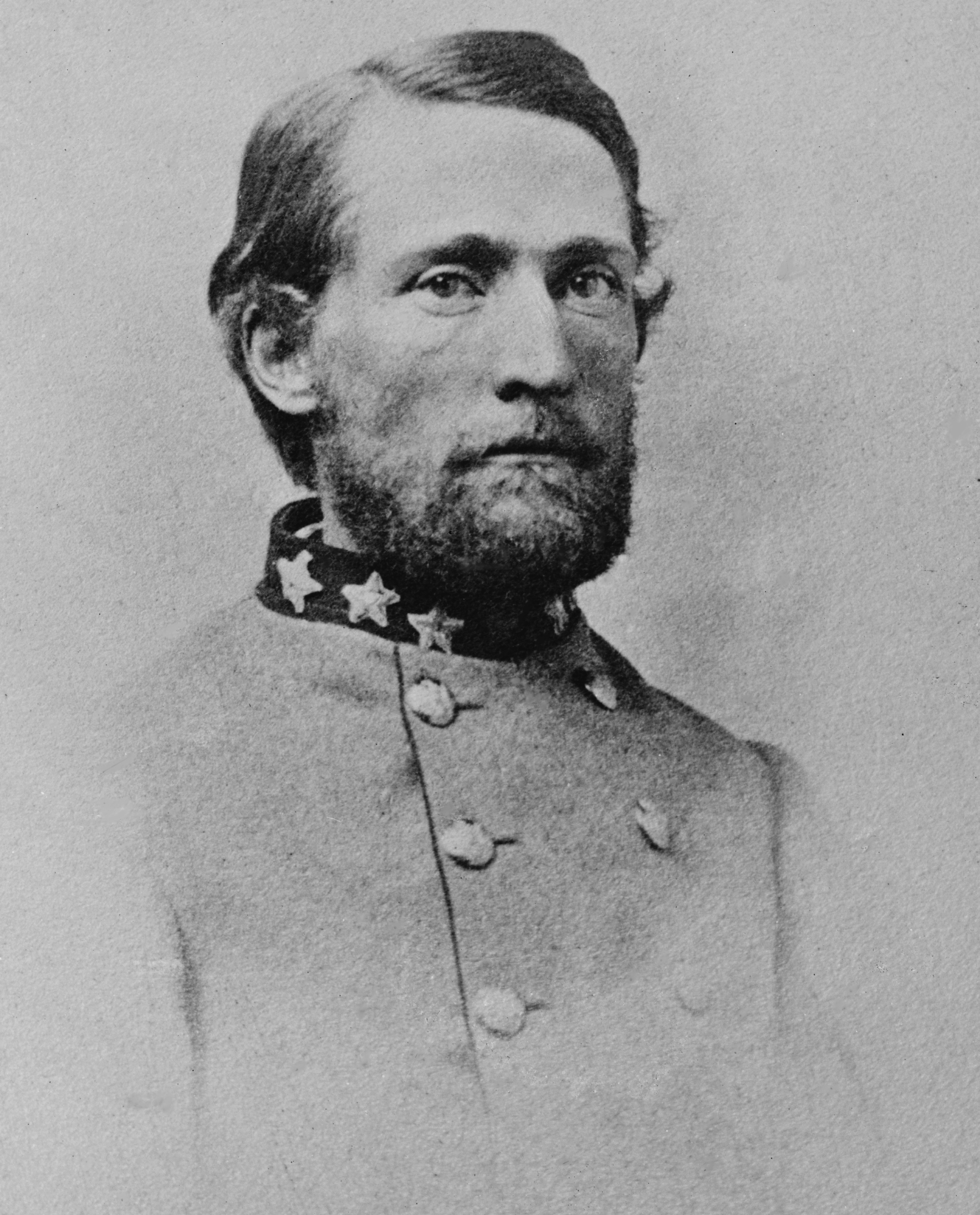
Coronel John S. Mosby, quien permitió a Powell unirse a los "Mosby Rangers" como guerrillero.

Margaret Branson llevó a Powell hasta la pensión regentada por su madre en la calle North Eutaw N° 16 en Baltimore. Muchos, quizás la mayoría, de los ciudadanos de Maryland simpatizaban con los Confederados, y los Branson eran creyentes fervientes en la causa del Sur. La pensión Branson era una conocida casa segura de la Confederación y un frecuente punto de encuentro de miembros del Servicio Secreto Confederado (la agencia de espionaje de la Confederación). Powell pudo haber pasado unas dos semanas en la casa Branson antes de dirigirse al sur. Mientras estaba todavía en Maryland, se enteró de la ubicación de Harry Gilmor y sus "Gilmor Raiders" (una unidad de caballería confederada separada del Segundo Cuerpo) y pasó unos días con ellos. Cruzó a Virginia y el 30 de septiembre terminó en la casa de John Scott Payne, un prominente doctor y simpatizante confederado que vivía en Granville Tract, una plantación aproximadamente a 4 millas (6,4 km) de Warrenton. Powell llevaba ahora un raído uniforme confederado, y Payne le dio la bienvenida a su casa para una comida y la estancia de una noche. Hablaron de las proezas del coronel John S. Mosby del 43.º Batallón de Caballería de Virginia (o "Mosby Rangers"), una unidad muy grande de guerrilleros con sede en Warrenton. Powell se unió a Mosby al día siguiente (1 de octubre de 1863).
Durante más de un año, Powell sirvió bajo Mosby. Este consideraba a Powell uno de sus mejores soldados, y Powell se ganó el apodo de "Lewis el Terrible" por su ferocidad y coraje en combate. Vivía como civil con los Payne, poniendo su uniforme e involucrándose en las actividades militares solo cuando participaba en las redadas guerrilleras. Powell participó en un gran número de acciones, incluyendo las Wagon Raids de octubre y noviembre de 1863; la Batalla de Loudoun Heights el 10 de enero de 1864; la batalla de Second Dranesville el 20-21 de febrero de 1864; la acción en Mount Zion Church el 3 y 6 de julio de 1864; la Berryville Wagon Raid el 13 de agosto de 1864; la Raid on Merritt's Cavalry Division en septiembre de 1864; el Mansassas Gap Railroad Raid el 3–7 de octubre de 1864; la Greenback Raid el 14 de octubre de 1864; la Valley Pike Raid el 25 de octubre de 1864; y el Rout of Blazer's Command el 17 de noviembre de 1864. Esta última redada resultó ser un punto de inflexión para Powell. El teniente del Ejército de la Unión Richard R. "Dick" Blazer fue un destacado luchador indio que había sido enviado a destruir a los Mosby Rangers. En cambio, la unidad de Blazer resultó derrotada y él capturado. Powell y otros tres obtuvieron el privilegio de llevar a Blazer a la prisión en Richmond, Virginia, a finales de noviembre.
La visita de Powell a Richmond lo cambió. Regresó a Warrenton moroso e introspectivo. El historiador Michael W. Kauffman argumenta que Powell vio a un conocido de Baltimore en Richmond, y aquello le hizo pensar en su tiempo pasado en septiembre de 1863 con su enamorada Margaret Branson y su hermana, Mary, en la pensión Branson. La biógrafa de Powell, Betty Ownsbey, sin embargo, argumenta que su viaje a Richmond le hizo consciente de que la causa confederada estaba perdida, y su depresión fue causada por su deseo de salir de la lucha. Muchos otros historiadores reclaman que el Servicio Secreto Confederado ya le había reclutado en sus filas durante el año anterior (con el consentimiento de Mosby), y que el estado de ánimo de Powell se debía a inquietudes morales que sentía mientras contemplaba ser enviado al norte a ayudar con varios planes de secuestro contra Abraham Lincoln.

## Implicación en la conspiración

### Reclutamiento

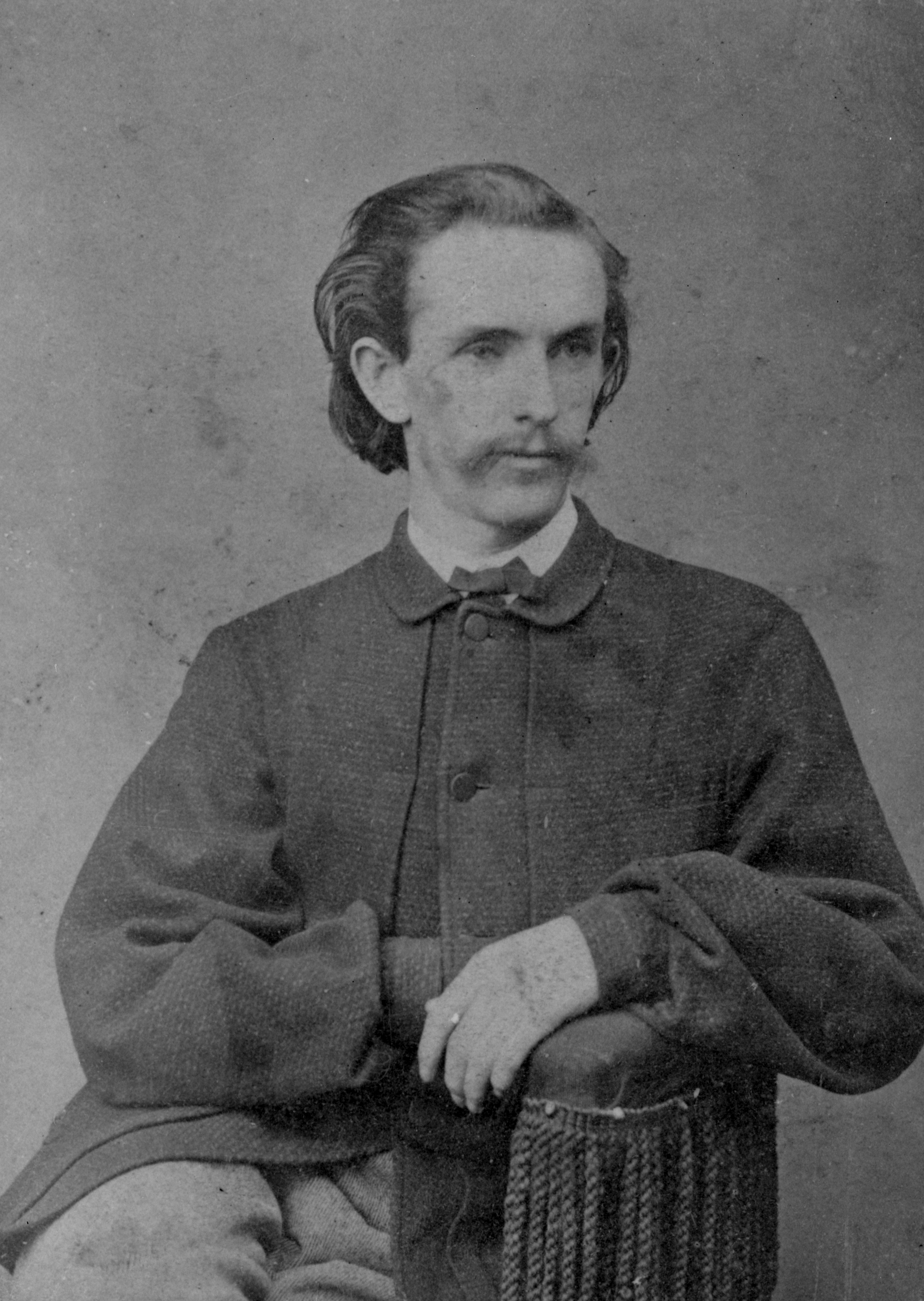
John Surratt en 1868.

Cualquiera que fuera la razón, Powell desertó el 1 de enero de 1865. Se dirigió a Richmond, donde vendió su caballo y adquirió un billete para un tren con destino a Alexandria, Virginia. El 13 de enero, entró en las filas del Ejército de la Unión en Alexandria, reclamando ser un refugiado civil, y —bajo el nombre de "Lewis Payne" (o "Paine", las fuentes varían)— tomó juramento de lealtad a los Estados Unidos. El 14 de enero, Powell llegó a Baltimore y se registró en el hotel Miller. Se puso en contacto con los Branson, y pronto volvió a residir en su pensión. Usó el nombre "Lewis Payne", y los Branson le presentaron a David Preston Parr, un comerciante cuya tienda de porcelana era utilizada para reuniones, correos y como casa segura para los agentes y espías confederados. Durante las siguientes semanas, Powell frecuentó a Parr, un agente del Servicio Secreto Confederado.
El mismo día que Powell llegaba a Baltimore, John Surratt y Louis J. Weichmann adquirieron una barca en Port Tobacco, Maryland. Surratt, y en mucho menor grado Weichmann, eran miembros de un grupo dirigido por John Wilkes Booth que planeaba secuestrar al presidente Abraham Lincoln y llevarlo a Virginia, donde podría ser entregado a las autoridades militares de la Confederación. La barca era necesaria para cruzar con Lincoln a través del río Potomac. Los dos hombres viajaron a Baltimore el 21 de enero. En el testimonio de la acusación en junio de 1865, Weichmann dijo que Surratt tenía $300 que necesitaba dar a un hombre en Baltimore. A pesar de que Surratt nunca reveló el nombre del hombre, la acusación en el juicio de Powell de 1865 intentó mostrar que este hombre era Lewis Powell. El historiador Edward Steers Jr. está de acuerdo en que probablemente puede que Surratt conociera a Powell en este tiempo, mientras historiadores como David Griffin Chandler y Elizabeth Trindal presentan su reunión en la tienda de Parr, la China Hall Store, como un hecho.
A finales de enero o a principios de febrero de 1865, Powell se encontró con John Wilkes Booth en el Barnum Hotel en Baltimore. Booth invitó a Powell a almorzar en el hotel, y le reclutó en el complot para secuestrar a Lincoln. Powell se convirtió en un ferviente creyente en Booth, y Booth llegó a confiar en Powell implícitamente. A pesar de que muchos otros habían sido parte de la conspiración por algún tiempo, Powell rápidamente se convirtió en la segunda persona más importante en el complot (junto a John Surratt). Booth arregló para que Powell se quedara en la casa de huéspedes Herndon House bajo la falsa identidad de un reverendo "de nombre Lewis Payne" cada vez que viajaba a Washington D. C. Durante este tiempo, Powell utilizó gran número de alias además de "Lewis Payne", incluyendo Hall, Kensler, Mosby, Paine y Wood.

### Conspiración de secuestro en la pensión Surratt
Un anochecer a principios de febrero, Powell (utilizando el alias de "Señor Wood") apareció en la pensión de Mary Surratt, situada en el número 604 de H Street, en Washington D. C. Mary era la madre de John, y había venido a residir en la casa a finales de 1864 después de alquilar su taberna en Surrattsville (hoy, Clinton), Maryland, al exagente de policía John M. Lloyd. Powell preguntó por John Surratt, que no estaba en casa. Entonces pidió algo para comer y un sitio para quedarse, y la señora Surratt concedió ambas peticiones después de que su hijo regresara y respondiera por el "Señor Wood". Powell le dijo a Louis Weichmann que era huésped en la casa y que era un empleado en la tienda de porcelana de Parr en Baltimore. Powell se fue al día siguiente.
El papel de Powell en la trama casi llegó a su fin cuando, el 12 de marzo de 1865, golpeó a una sirvienta negra en la pensión Branson. Ella lo denunció y le acusó de ser un espía confederado. Era un cargo grave: Maryland estaba bajo la ley marcial, y el mariscal de combate del Ejército de la Unión tenía la supervisión sobre tales casos. Utilizando el nombre "Lewis Paine", Powell juró ser del condado de Fauquier, Virginia, y no saber nada sobre la guerra. Declaró tener solo 18 años, fingió ser estúpido y no entender la lengua inglesa demasiado bien. Al carecer de evidencia de que fuera espía, el mariscal liberó a Powell el 14 de marzo. Powell tomó un juramento de lealtad a los Estados Unidos, y el mariscal escribió en su formulario que "Lewis Paine" iba a vivir al norte de Filadelfia, Pensilvania, lo que durara la guerra. (El mariscal había escrito la "orden de estancia" en el norte a lápiz. Powell simplemente la borró de su juramento de lealtad.)

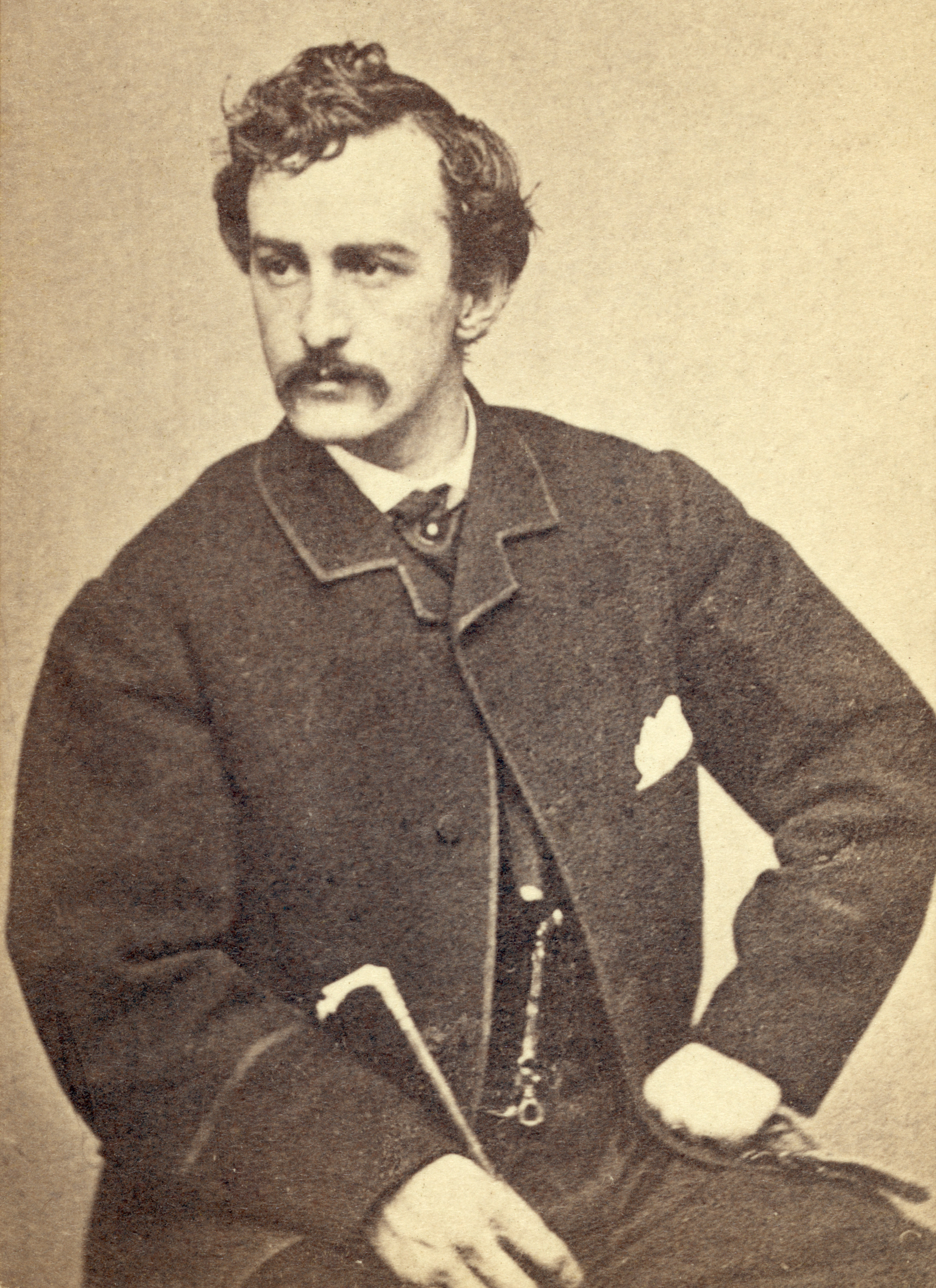
John Wilkes Booth en 1865.

El día antes de que Powell fuera liberado, John Surratt envió un telegrama a Parr en Baltimore, diciéndole que enviara a Powell inmediatamente a Washington. Powell fue liberado justo a tiempo para tomar el tren de las 6:00 p. m. hacia la capital. Powell llegó a la pensión de Surratt y se identificó como "reverendo Lewis Payne", un predicador baptista. Cuando los miembros de la pensión le reconocieron como el "Señor Wood" de varias semanas antes, Powell explicó que sabía de un tal "Señor Wood" y que ya habían sido confundidos otras veces. En un traje nuevo, su actitud suave y culta (muy diferente de su hosquedad anterior), los inclinó a aceptar su explicación. Pero cuando el "reverendo Payne" coincidió con John Surratt, reclamó no conocerle— a pesar de que en su visita anterior había dicho ser amigo de John. A Louis Weichmann esto le pareció un comportamiento sospechoso, pero la señora Surratt dijo estar feliz con las explicaciones del "reverendo Payne". Powell se quedó tres días y luego se fue.
Powell no fue el único conspirador en llegar a la ciudad. Booth había reunido su equipo entero— que constaba de John Surratt, Lewis Powell, Samuel Arnold, George Atzerodt, David Herold y Michael O'Laughlen— porque quería planear con sus hombres el secuestro de Lincoln en el momento en que este asistiera al teatro Ford. Booth alquiló el palco presidencial en el teatro el 15 de marzo, y proporcionó entradas a Powell y Surratt de manera que pudieran familiarizarse con el diseño del teatro y cómo acceder al palco. Los dos asistieron al teatro según lo previsto (en compañía de dos de las inquilinas de la señora Surratt). El grupo tuvo una reunión de planificación nocturna en el restaurante Gautier en el número 252 de Pensilvania Avenue. Fue el momento en que Arnold y O'Laughlen conocieron a los demás, y la primera vez que Booth reveló su plan para secuestrar a Lincoln en el teatro Ford. Booth asignó a Powell (a quien llamó "Mosby") el trabajo de tomar a un Lincoln esposado cuando fuera bajado del palco presidencial al escenario. Arnold dijo que Powell, el más alto y fuerte de los hombres, tendría que ser el que debía someter y esposar a Lincoln, y no tomarle desde abajo. Mientras los hombres discutían, Booth fue alterando su plan y el papel de Powell en él. Durante la reunión, Arnold y O'Laughlen expresaron su enojo hacia Booth. Dijeron que se habían unido a un plan para secuestrar a Lincoln en el campo, donde el presidente estaría desguardado y había poca posibilidad de encontrar una patrulla militar. Ahora Booth cambiaba el plan significativamente, y no les gustaba. La reunión terminó a las 5:00 a. m., después de que Arnold dijera que secuestrar a Lincoln en un teatro lleno gente en medio de la ciudad era suicida.
En la mañana del 17 de marzo, Booth se enteró de que el presidente Lincoln había sido invitado a asistir a una función teatral matinal en la Soldiers' Home, la cual se encontraba en una zona rural del distrito de Columbia, aproximadamente a 1 milla (1,6 km) de los límites de la ciudad (en esa época, en la Avenida Florida), y Lincoln normalmente visitaba las instalaciones sin escolta. El grupo se reunió frente a la pensión Surratt a las 2:00 p. m. para recibir instrucciones de Booth, que envió a Herold a la taberna Surratt con el equipamiento, e informó a los otros que tendrían que esperar en un saloon local mientras él se dirigía a la Soldier's House a explorar. Cuando llegó allí, supo que Lincoln había decidido sin embargo dirigirse a un grupo de soldados de Indiana en un hotel céntrico. Powell y los otros conspiradores nunca abandonaron la taberna.
Powell regresó a la pensión Branson al anochecer, y después viajó a la ciudad de Nueva York con Booth el 21 de marzo. Powell se quedó en el Revere House, un hotel de moda, y más tarde se trasladó a una pensión. Hay evidencias de que Booth y Powell viajaron a Toronto, Canadá, un centro importante de actividad confederada. Richard Montgomery, un espía confederado, dijo que vio a Powell reunirse con Jacob Thompson y Clement Claiborne Clay, las dos jefes del Servicio Secreto Confederado, en Toronto. El 23 de marzo, Booth envió un telegrama codificado a Louis Weichmann, a partir del cual John Surratt entendió que significaba que Powell se tenía que quedar en la Herndon House después de regresar a Washington. Powell regresó a la capital en la noche del 27 de marzo y se registró en la Herndon House con el alias "Kensler". Powell y Booth se reunieron esa noche para asistir a la ópera La Forza del Destino en el teatro Ford.
El 11 de abril, el presidente Lincoln se dirigió a la multitud desde el balcón del lado norte de la Casa Blanca. En este discurso, Lincoln habló de sus planes para aceptar que los estados rebeldes regresaran a la Unión, y que le gustaría que Luisiana fuera el primero en hacerlo. Lincoln anunció que también quería ver a los estadounidenses afroamericanos votar. Booth y Powell estaban en el césped de la Casa Blanca escuchando el discurso. Booth se enfureció ante la idea de dar a los negros poder político, y dijo a Powell: "Eso significa la ciudadanía para los nigger. Ahora, por Dios, lo pondré en práctica. Este será el último discurso que dará".

## Complot para el asesinato de Lincoln

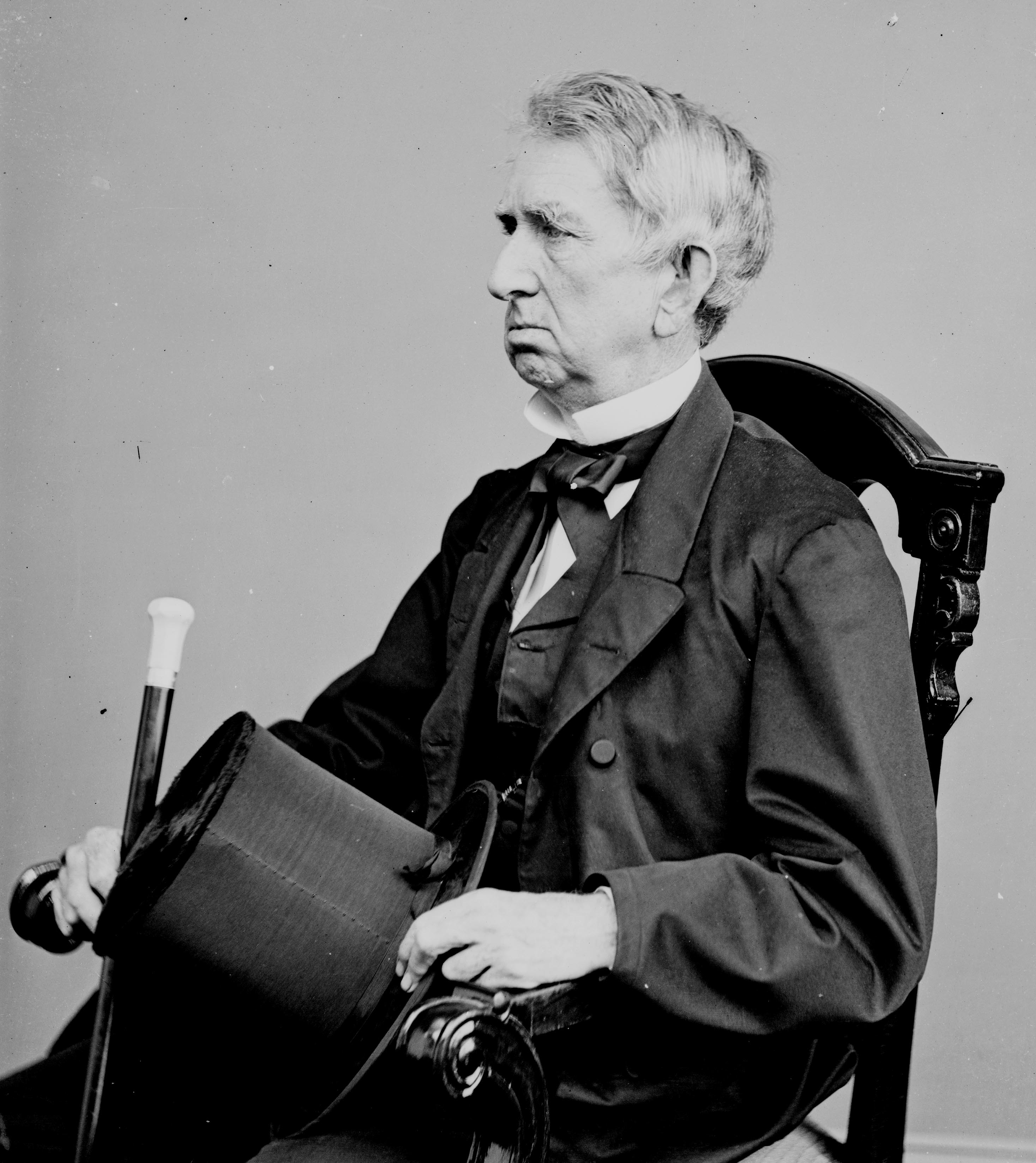
William H. Seward, el objeto de asesinato de Powell.

No está claro cuándo Powell se enteró de que el plan de secuestro se había convertido en plan de asesinato. Hay un testimonio de la enfermera que atendió al Secretario de Estado que indica que Powell pudo haberse enterado de su papel para asesinar a Seward el jueves 13 de abril. Un hombre que encajaba con la descripción de Powell apareció ese día por la casa preguntando sobre la salud del secretario. El mismo Powell fue inconsistente. Una vez dijo que supo que mataría a Seward en la mañana del viernes 14 de abril, pero luego afirmó que no lo supo hasta el anochecer.
En la tarde del 14 de abril, Booth se enteró de que Abraham Lincoln asistiría a una obra en el teatro Ford por la noche. Decidió que había llegado el momento de actuar. Booth envió a David Herold a dar la noticia a Powell. Los dos hombres probablemente se pasaron la tarde y anochecer en el Canterbury Music Hall en Pensilvania Avenue, donde Powell conoció y posiblemente tuvo una cita con Mary Gardner, una actriz allí.
A las 8:00 p. m., Booth, Atzerodt, Herold y Powell se reunieron en la habitación de Powell en la Herndon House en Washington D. C., donde Booth asignó funciones. Golpearían esa misma noche, dijo Booth. Powell (acompañado por Herold) iría a casa del Secretario de Estado William H. Seward para matarle. Atzerodt tenía que asesinar al vicepresidente Andrew Johnson y Booth a Lincoln en el teatro Ford.

### El ataque a Seward

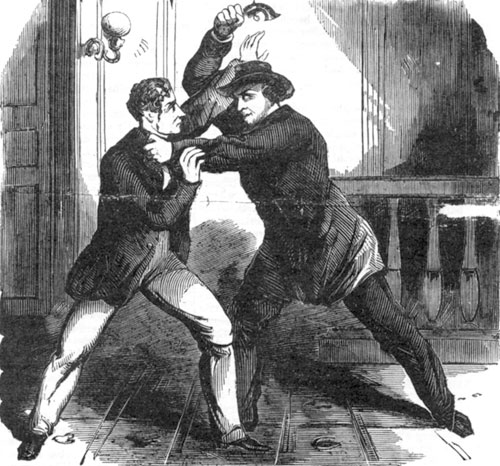
Litografía de Powell atacando a Frederick Seward.

Sobre las 10:30 p. m., Powell fue escoltado hasta la residencia de Seward en Lafayette Square, cerca de la Casa Blanca, por David Herold. Seward había resultado herido en un accidente de carruaje el 5 de abril, habiendo sufrido una conmoción cerebral, la mandíbula rota, el brazo derecho roto y muchas contusiones graves. Los diarios locales informaron que Seward estaba en casa convaleciente, por lo que Powell y Herold sabían donde encontrarle. Powell iba armado con un revólver Whitney y un cuchillo grande, y llevaba pantalones negros, un sobretodo largo, un chaleco gris, un abrigo gris y un sombrero de ala ancha. Herold esperó en el exterior, sujetando el caballo de Powell, que golpeó la puerta y tocó la campanilla. La puerta fue abierta por William Bell, el mayordomo negro de Seward. Sosteniendo una botella pequeña, Powell reclamó que el médico de Seward, el doctor T.S. Verdi, había enviado alguna medicina a la casa. Bell sospechó, porque el doctor Verdi había dejado la casa apenas una hora antes y dejado instrucciones de que Seward no debía ser molestado. Bell le dijo a Powell que esperara, pero Powell le empujó a un lado y empezó a subir la escalera hacia los dormitorios del segundo piso.
El hijo de Seward, Frederick, apareció en la parte superior en ropa de dormir. Cuando Powell llegó al segundo piso, Frederick le ordenó a Powell que se detuviera. La hija de Seward, Fanny, sacó la cabeza por la puerta del dormitorio de su padre y advirtió a los hombres que Seward dormía. Luego regresó al interior. Powell dijo que tenía una medicina que entregar, y Frederick le pidió la botella. Powell se la dio, pero al tiempo sacó su revólver y apretó el gatillo con el cañón contra la frente de Frederick. El revólver falló y no disparó, así que Powell empezó a golpear a Frederick en la cabeza con la culata del arma. Bell huyó de la casa gritando "¡Asesinato! ¡Asesinato!" y corrió hasta la oficina del general Christopher C. Augur en la puerta de al lado a por ayuda. Aterrorizado, Herold ató el caballo de Powell a un árbol y huyó en su propio corcel.
Powell ahora blandía el cuchillo y abrió la puerta del dormitorio de Seward. En el interior se encontraban la enfermera del ejército de Seward, el sargento George F. Robinson y Fanny Seward. Powell acuchilló a Robinson en el antebrazo, y el soldado cayó. Powell golpeó a Fanny en la cara tirándola a un lado, y saltó sobre la cama. Empezó a apuñalar brutalmente a Seward en la cabeza y garganta. Seward, sin embargo, llevaba una aparatosa férula de lienzo y metal sobre su mandíbula, la cual desvió la mayoría de los golpes de Powell. Aun así, consiguió cortar a Seward en la mejilla derecha y en la garganta de ese lado, causando que manara mucha sangre. Creyendo que Seward había muerto, Powell dudó. Justo entonces, el otro hijo de Seward, Augustus, irrumpió en la habitación. Powell le acuchilló varias veces, pero Augustus arrastró a Powell por el piso. Robinson y Augustus Seward no dudaron en enfrentarse al ileso Powell, que apuñaló a Robinson en el pecho y hombro, y arrancó una porción de cuero cabelludo a Augustus.
Powell gritó, "¡Estoy loco! ¡Estoy  loco!" y huyó de la habitación. Fue confrontado por el mensajero del Ministerio de asuntos exteriores Emerick "Bud" Hansell en el vestíbulo. Hansell acababa de llegar momentos antes a la casa al encontrar la puerta entreabierta, para entregar un telegrama. Cuando Hansell dio media vuelta para huir, Powell le acuchilló en la espalda. Luego corrió al exterior, y tiró su cuchillo en la acera de la calle. Todos los heridos sobrevivieron, aunque Frederick estuvo varios días en coma y Seward quedó con la parte inferior del rostro desfigurada por el resto de su vida.

### Huida y captura

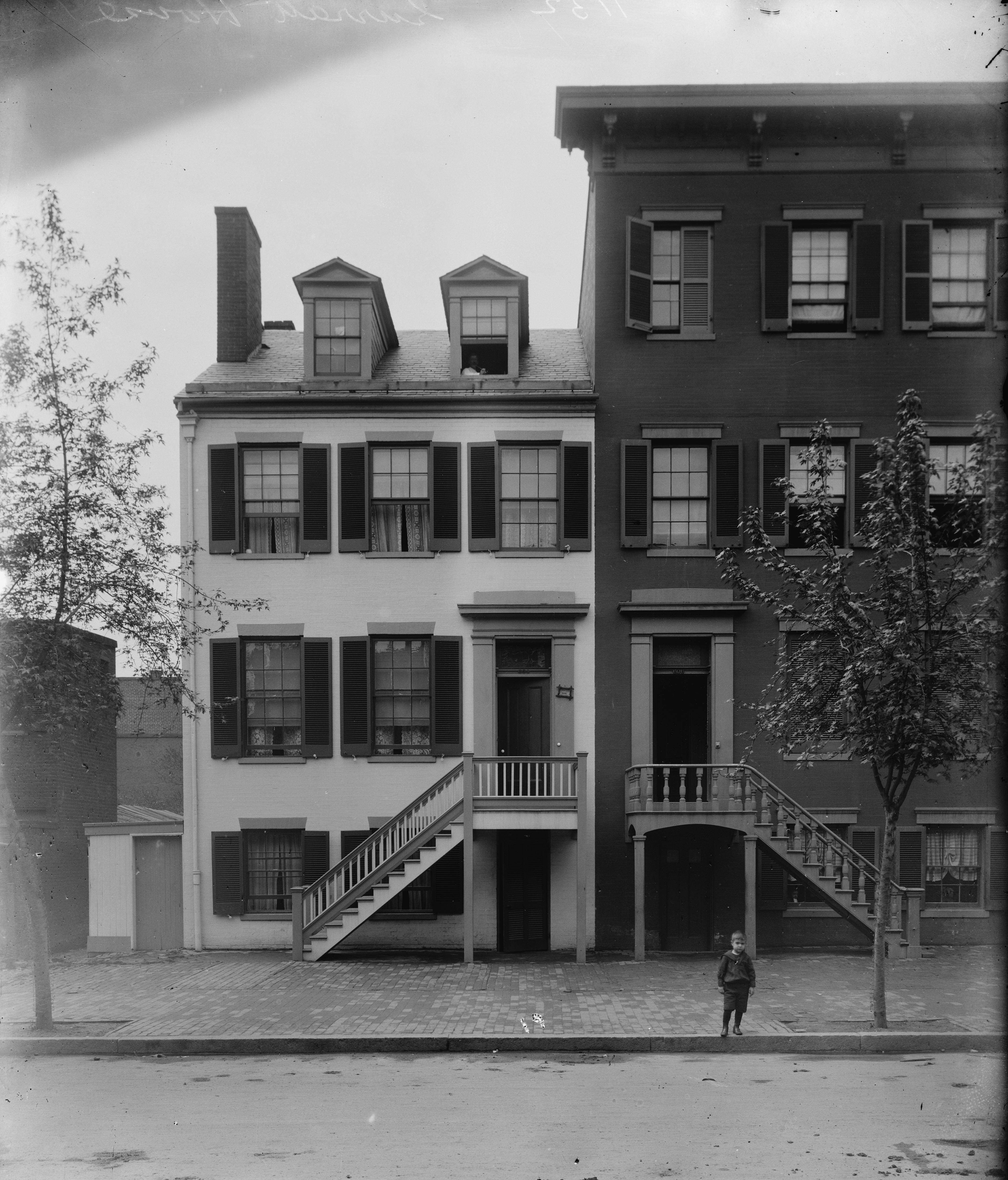
La Casa Surratt. La llegada prematura de Powell aquí llevó a su captura y el arresto de la señora Surratt.

Powell se dio entonces cuenta de que Herold le había abandonado. Powell casi no conocía las calles de Washington D. C., y sin Herold no tenía ninguna forma de localizar las calles que debía utilizar en su ruta de escape. Montó su caballo, y cabalgando a paso relativamente lento se dirigió al norte por la calle 15.ª.
Los movimientos exactos de Powell desde que fue visto galopando por la calle 15.ª hasta el momento en que apareció en la pensión Surratt tres días más tarde no están claros. Está bien establecido que acabó (a caballo o a pie) en el extremo noreste del distrito de Columbia, cerca de Fort Bunker Hill, donde desechó su sobretodo. En los bolsillos de la prenda estaban los guantes de montar de Powell, un bigote falso y una hoja de papel con el nombre y número de habitación de hotel de Mary Gardner apuntados. Las fuentes difieren ampliamente sobre qué pasó. El historiador Ernest B. Furgurson dice que Powell, a caballo, llegó cerca del Hospital Lincoln (hoy, Lincoln Park), una milla al este del Capitolio de los Estados Unidos en East Capitol Street. Entonces, se escondió en "un cementerio" (sin especificar cuál). Betty J. Ownsbey dice que Powell se mantuvo escondido en un árbol los tres días. Los historiadores William C. Edwards y Edward Steers Jr. reclaman que Powell llegó a Fort Bunker Hill y Congressional Cemetery (en el sureste, en la calle 18.ª), mientras Ralph Gary afirma que Powell se escondió en una bóveda funeraria de mármol en el Congressional Cemetery. Andrew Jampoler, sin embargo, dice que Powell simplemente vagó por las calles de la ciudad. Si Powell abandonó su caballo, fue tirado por él o ambos se desconoce, y Powell nunca dio una declaración pública o formal sobre qué pasó.
Powell decidió regresar a la casa Surratt en busca de ayuda. Su ropa estaba un poco ensangrentada por el ataque en la casa de Seward, y allí se le había caído el sombrero. Durante la mayor parte de la época victoriana, se consideró impropio para cualquier hombre adulto (incluso un simple peón) ser visto en la calle sin un sombrero o gorra, y Powell habría levantado sospechas al vagar por la ciudad sin uno. Desgarrando la manga de su camiseta, Powell se la acomodó en la cabeza en la esperanza de que los transeúntes la tomaran por un gorro de punto. Para completar su disfraz de humilde peón, robó un pico de un corral. Entonces se encaminó hacia Surratt.
Miembros del Departamento de Policía metropolitana ya sospechaban de John Surratt por complicidad en el asesinato de Lincoln, y habían visitado la pensión Surratt por primera vez tan pronto como a las 2:00 a. m. del 15 de abril, menos de cuatro horas después de los ataques. Nada incriminatorio fue encontrado. Las autoridades federales decidieron hacer una segunda visita. Los detectives militares llegaron sobre 11:00 p. m. el lunes 17 de abril, para traer a la señora Surratt y otros e interrogarlos. Cuando estaban a punto de marcharse a las 11:45 p. m., Powell apareció en la puerta. Afirmó ser un peón común que había sido contratado por la mañana por la señora Surratt para cavar una zanja en la calle. Explicó su llegada a la casa diciendo que quería saber en qué momento debía empezar el trabajo. Su ropa despertó intensa sospecha, dado que portaba botas, pantalones, camisa, chaleco y abrigo de buena calidad. Su pico parecía sin usar, y sus manos no estaban curtidas y callosas sino bien cuidadas (a diferencia de las de un trabajador común). La señora Surratt negó conocerle. (Ella más tarde afirmó tener una vista bastante pobre y la oscuridad de la habitación le impidió reconocer a Powell. Este estaba bajo una lámpara brillante justo a cinco pies de ella cuando le negó).
Tomado en custodia, se descubrió que Powell portaba una caja de cartuchos de pistola, una brújula, pomada para el cabello, un cepillo y un peine, dos pañuelos finos y una copia de su juramento de lealtad (firmado "L. Paine") en sus bolsillos. Estas no eran posesiones propias de un simple trabajador no cualificado. A pesar de que afirmó ser un hombre pobre que apenas ganaba un dólar al día por excavar zanjas y cunetas, la cartera de Powell contenía $25. Aproximadamente a las 3:00 a. m. del 18 de abril, William Bell identificó a Powell como el hombre que asaltó a Seward. Powell fue formalmente arrestado, y encarcelado a bordo del monitor USS Saugus, entonces anclado en el río Anacostia en la Washington Navy Yard. Una segunda identificación fue hecha a media mañana del 18 de abril, cuando Augustus Seward visitó el Saugus e identificó positivamente a Powell como el hombre que les atacó a él y a su padre.

## Juicio
El gobierno federal arrestó a un gran número de personas al respecto del asesinato de Lincoln. Los arrestos incluyeron a John T. Ford, dueño del teatro Ford; los hermanos de Ford, James y Harry Clay Ford; John "Peanuts" Burroughs, el chiquillo afroamericano que sin saberlo sujetó el caballo de Booth en el callejón detrás del teatro Ford; el hermano de Mary Surratt, John Zadoc "Zad" Jenkins; la inquilina de Surratt, Honora Fitzpatrick, de veinte años; y muchos otros. Algunos, como Judson Jarboe, simplemente habían visto pasar a alguno de los conspiradores principales. Todos fueron liberados, aunque algunos estuvieron encarcelados hasta 40 días o más.
Los prisioneros más importantes fueron mantenidos a bordo de los monitores, para impedir la huida, así como cualquier posible intento por liberarles. Junto con Powell en el Saugus estaban Michael O'Laughlen, Samuel Arnold, Edmund Spangler (cambiador de escenas en el teatro Ford), y el primo de George Atzerodt, Hartmann Richter (que había albergado a Atzerodt durante cuatro días). A bordo del USS Montauk estaban David Herold, George Atzerodt (más tarde trasladado al Saugus) y el cuerpo de John Wilkes Booth. El doctor Samuel Mudd y Mary Surratt permanecieron en la Old Capitol Prison (ahora sede del Edificio de la Corte Suprema de Estados Unidos).

### Confinamiento

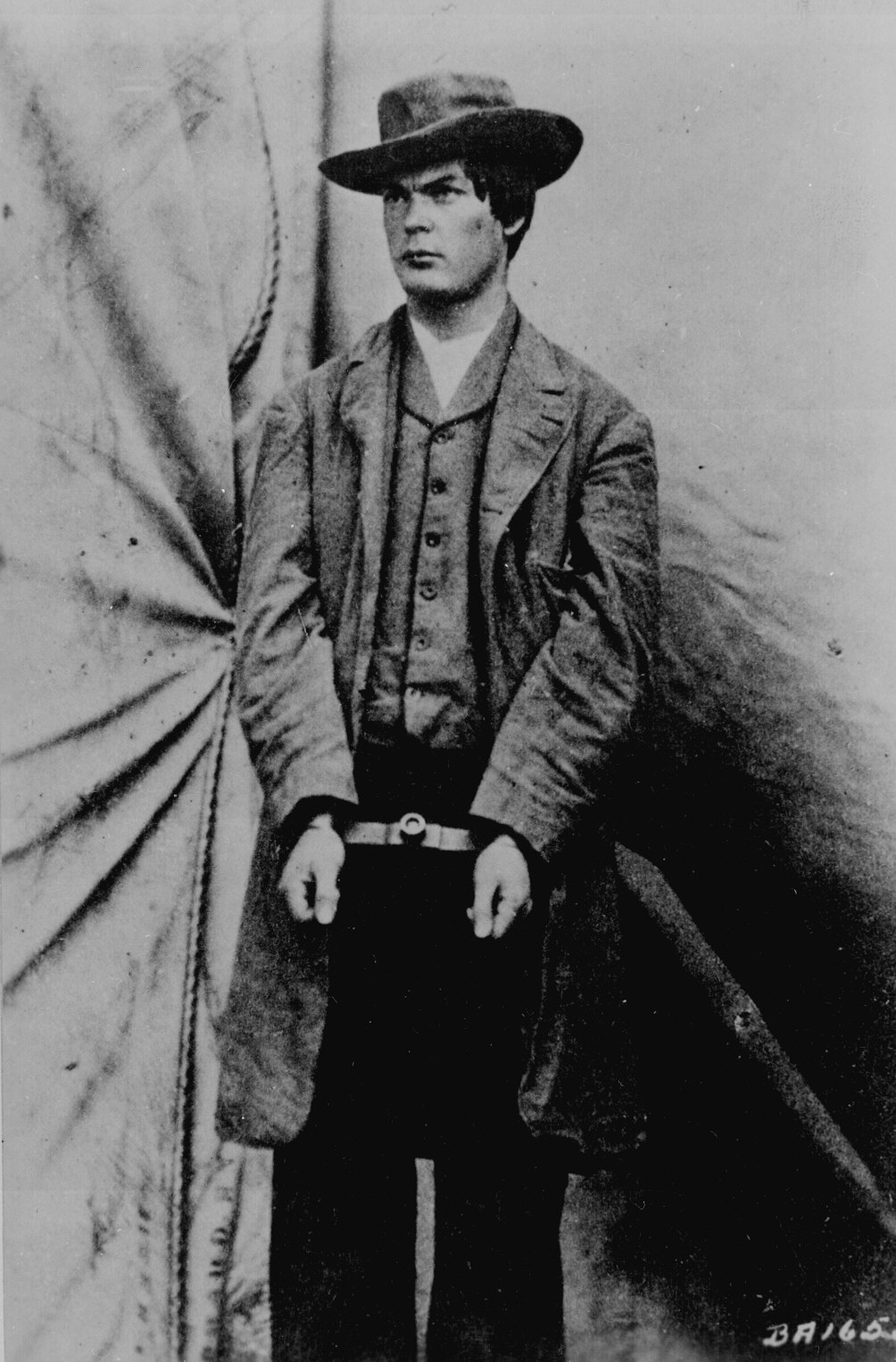
Powell con el sombrero y el abrigo que llevaba la noche del ataque a Seward

A los reporteros se les negó el acceso a los prisioneros, pero el fotógrafo Alexander Gardner recibió autorización. El 27 de abril, Gardner empezó a tomar fotografías. Uno por uno, cada prisionero fue subido a cubierta y fotografiado en varias posiciones. Gardner tomó más fotografías de Powell que de cualquier otro. Powell complació a Gardner posando sentado, de pie (con y sin grilletes) y portando el abrigo y el sombrero que llevaba la noche del ataque a Seward. Entre las más famosas de estas fotografías está una en que Powell se sienta contra la torreta del cañón del Saugus, mirando a la cámara de manera moderna, relajada y directa.
El confinamiento de Powell no fue fácil. Estaba constantemente engrilletado con una forma de esposas conocidas como "hierros de lirio", que impiden doblar la muñeca o usar las manos independientemente. Al igual que todos los prisioneros masculinos, una pesada bola de hierro al final de una cadena larga de 1,8 m estaba ceñida a uno de sus tobillos. Esos grilletes en los miembros inferiores causaron a Powell considerables hinchazones en los pies. De hecho, asistió a las sesiones judiciales en calcetines, incapaz de calzarse las botas. Como todos los prisioneros, solo contaba con un catre de paja donde sentarse y acostarse, y una sola manta para mantener el calor. La misma comida era servida cuatro veces al día: Café o agua, pan, cerdo en salazón y ternera o sopa de ternera. El 29 de abril, todos los prisioneros a bordo de los monitores y en la prisión Old Capitol Prison fueron trasladados a celdas de nueva construcción en el Arsenal de Washington (ahora Fort Lesley J. McNair). A los prisioneros no se les permitió bañarse o lavarse hasta el 4 de mayo, momento en que se retiraron mantas y ropa sucia y se les permitió bañarse en agua fría en presencia de un soldado. A principios de mayo, el general John F. Hartranft, mariscal especial encargado de los prisioneros, empezó a mejorar las condiciones de vida. Powell y los otros prisioneros empezaron a recibir ropa limpia (incluyendo la interior) más frecuentemente, más comida y útiles de escritura (papel, estilográfica y tinta). Cuando se observó a Powell levantando la bola de hierro sobre su cabeza, Hartranft temió un intento de suicidio y la bola con cadena le fue retirada el 2 de junio. Las condiciones mejoraron otra vez el 18 de junio, cuando a los prisioneros les fue entregada una caja para sentarse, hacer ejercicio en el exterior un rato cada día, material de lectura y permiso para masticar tabaco después de cada comida.
El 22 de abril, Powell golpeó repetidamente su cabeza contra las paredes de hierro de su celda a bordo del Saugus. Si esto fue un intento de suicidio (como creyeron sus carceleros) o no, alarmó profundamente a los oficiales militares. Una capucha de tela acolchada, con una única abertura para la boca y la nariz, fue confeccionada. Powell y todos los demás prisioneros a bordo de los monitores fueron obligados a llevarlas las 24 horas del día, los siete días de la semana, para evitar nuevos intentos de suicidio. Solo a Mary Surratt y el doctor Mudd no les fue requerido portar los capirotes. Powell lloró cuando se lo pusieron. Las capuchas eran calientes, claustrofóbicas e incómodas, y en el húmedo ambiente de los monitores en el verano de Washington los prisioneros padecieron immensamente. El 6 de junio, Hartranft ordenó que se las retiraran— excepto a Powell.
El intento de suicidio también preocupó a los oficiales de la prisión por otra razón. Powell presuntamente no podía recordar en qué estado o país había nacido, ni su edad. El personal militar temía que estuviera loco, o que el confinamiento lo hubiera vuelto loco. Tres médicos lo examinaron para determinar su cordura, y el 17 de junio fue entrevistado durante 3 horas y 40 minutos por el comandante Thomas Akaryote y el doctor John T. Gray. (Más tarde, el tribunal militar lo declaró cuerdo, sospechando que fingía para minimizar la pena).
Con Booth muerto y John Surratt aún en libertad, Lewis Powell era el individuo que más sabía sobre la conspiración, y los funcionarios del gobierno lo presionaron para obtener información. El comandante Thomas T. Eckert se pasó horas con Powell durante las semanas previas a su ejecución, intentando que hablara. Powell contó muchas historias— algunas ciertas, y otras no de manera obvia— sobre sus experiencias de guerra y varios complots para matar a Lincoln o cometer otros delitos (como quemar la ciudad de Nueva York).

### Juicio

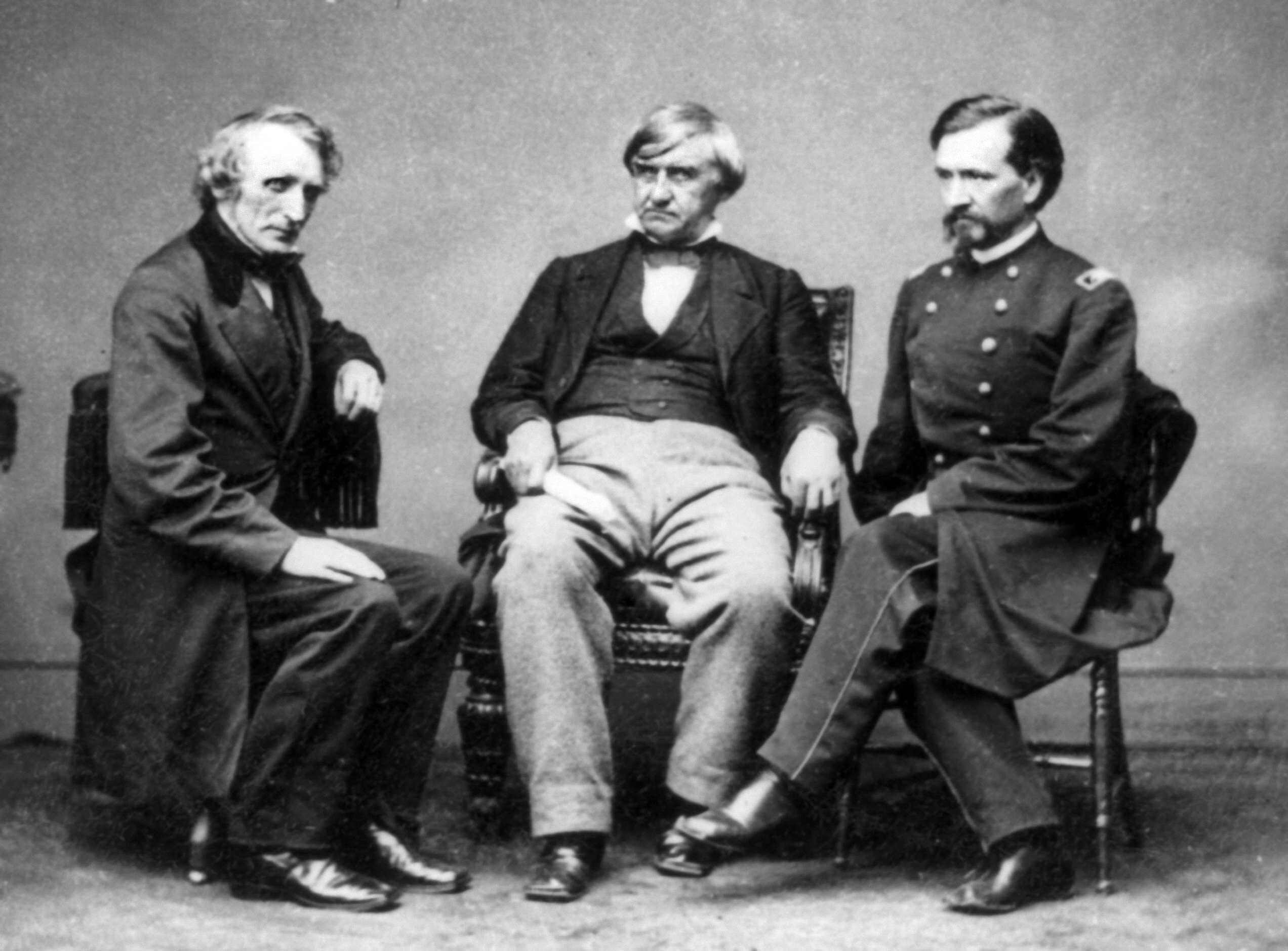
Los líderes de la fiscalía: John A. Bingham, Joseph Holt y Henry Lawrence Burnett.

El juicio de los presuntos conspiradores empezó el 9 de mayo. Un tribunal militar, antes que un tribunal civil, fue elegido como sede de la fiscalía porque los funcionarios de gobierno pensaban que sus normas más indulgentes permitirían al tribunal llegar al fondo de lo que entonces el público percibía como una vasta conspiración. Un tribunal militar también evitaría la posibilidad de anulación del jurado, ya que los funcionarios federales estaban preocupados de que un jurado popular elegido entre la población pro Sur del distrito de Columbia podría liberar a los prisioneros. Los ocho presuntos conspiradores fueron juzgados simultáneamente. El procesamiento estuvo dirigido por el juez brigadier general Joseph Holt, asistido por el asistente del juez defensor el coronel general Henry Lawrence Burnett y el juez defensor principal John Bingham. Un panel de nueve jueces (todos oficiales militares) juzgaron al acusado. La condena requería una mayoría simple de jueces, mientras la imposición a pena capital requería una mayoría de dos tercios. La única apelación estaba directamente en el presidente de los Estados Unidos.
Una habitación en la esquina nordeste del tercer piso del Arsenal fue usada como sala del juicio. Los prisioneros se sentaron juntos en los bancos largos, llevando muñecas y tobillos esposados y un guardia armado a cada lado de cada uno de ellos.
La excepción fue Surratt, que fue sentada en una silla y sin engrilletar. Surratt y Powell recibieron la mayor atención de la prensa durante el juicio.
Powell no tuvo representación legal hasta el tercer día del juicio. James Mason Campbell, yerno del fallecido Jefe del Tribunal Supremo Roger B. Taney, se negó a representarle. En el segundo día, el coronel Burnett pidió a William E. Doster que asumiera él la defensa de Powell. John Atzerodt había contratado a Doster para representar a su hermano, George Atzerodt, durante el juicio. Aunque reacio, ocupado ya con un cliente, Doster aceptó, aunque durante semanas Powell se negó a hablar con Doster.
El procesamiento contra Powell empezó el 13 de mayo. Louis Weichmann vinculó fuertemente a Powell con las conspiraciones de Booth contra Lincoln. Poco a poco, el público se dio cuenta de que "Lewis Payne"— el nombre utilizado formalmente por el individuo acusado de conspiración, intento de asesinato y asesinato— se llamaba realmente Lewis Powell. El testimonio ante el Tribunal se dirigió a otras cuestiones por una semana antes de reanudarse el caso de la fiscalía contra Powell. El mayordomo de Seward, William Bell, Augustus Seward y el sargento George F. Robinson declararon sobre el ataque al Secretario de Estado e identificaron a Powell como el agresor. La casera de la Herndon House atestiguó que Powell le alquiló una habitación, mientras dos agentes de policía explicaron el arresto de Powell. Una larga lista de otros testigos declararon sobre piezas menores de evidencia (como el descubrimiento del cuchillo de Powell en la acera y la recuperación de su caballo abandonado).
El testimonio de Bell fue un punto de inflexión. Powell fue liberado de sus grilletes, obligado a ponerse su sombrero y abrigo, y colocar sus manos sobre Bell como si le empujara a un lado. La asustada reacción de Bell provocó muchas risas en la sala de justicia, incluso de Powell. Pero Powell se sintió perturbado por el testimonio, y finalmente accedió a hablar con Doster sobre él y el caso. Powell expresó remordimiento por herir a Frederick Seward. Pero la mayor parte de su conversación fue inconexa y difusa, y todavía no podía recordar su edad o lugar de nacimiento. Doster quedó convencido de que Powell era un poco tonto. A pesar de que Powell reveló su nombre real, el nombre de su padre y donde vivían sus padres, sus confesiones erráticas dejaron a Doster demasiado desconfiado de estos hechos como para actuar y no escribió a George Powell en Florida hasta casi un mes después.
La defensa abrió su caso el 21 de junio. La defensa de Powell por parte de Doster fue esencialmente una petición por su vida. El peso de las evidencias en su contra eran tan abrumadoras que Doster nunca intentó refutar su culpabilidad. Más bien, Doster caracterizó las acciones de Powell como las de un soldado que "apuntaba a la cabeza de un departamento en vez de a un cuerpo". El 2 de junio, Doster sugirió al tribunal que Powell estaba loco. el doctor Charles Nichols, superintendente del Government Hospital for the Insane, declaró también que creía que Powell estaba loco, al igual que los dos guardias que lo vigilaban. Pero a pesar de exámenes adicionales por varios médicos, ninguno de ellos encontró a Powell demente. Reclamaron que era estúpido o lento de entendimiento, pero ninguno le encontró loco. Doster hizo una última oferta para salvar la vida de Powell. Argumentó que Powell no había matado a Lincoln ni tampoco a Seward, y por ello su vida debía ser salvada. Doster ignoró las leyes de conspiración de la época (las cuales incorporaban el concepto de responsabilidad subsidiaria), bajo las que Powell era responsable del asesinato de Lincoln incluso si la conspiración original había sido secuestrar más que matar, e incluso si Booth había actuado sin conocimiento o consentimiento de Powell.

## Ejecución

### Víspera de la ejecución
Los nueve jueces del tribunal militar empezaron las deliberaciones y sentencias de los co-conspiradores el 29 de junio. Se pasaron casi una hora considerando la culpabilidad de cada acusado. El 30 de junio, el tribunal empezó a votar sobre los cargos que enfrentaba cada individuo. Colocaron los casos de Herold y Atzerodt antes de considerar la culpa de Powell. Este fue encontrado culpable de todos los cargos, excepto los dos cargos de conspiración con Edmund Spangler. El tribunal sentenció a Powell a muerte. El presidente Johnson confirmó los veredictos y sentencias el 5 de julio, luego de una inevitable apelación.
El 6 de julio, los veredictos fueron hechos públicos. El  general Winfield Scott Hancock y el general Hartranft empezaron a informar a los prisioneros de sus sentencias al mediodía del mismo día. Powell fue el primero en ser encontrado culpable y sentenciado a morir, y aceptó su destino estoicamente. Preguntó si podía ver a dos ministros: el reverendo Augustus P. Stryker, un ministro episcopal de la iglesia de St. Barnabas en Baltimore y simpatizante confederado, y el doctor reverendo Abram Dunn Gillette, un leal unionista y pastor en la Primera Iglesia Baptista en Washington D. C. Gillette llegó poco después de la petición de Powell, que se pasó varias horas con el reverendo, a quien había visto predicar en Baltimore en febrero de 1865. Powell le contó a Gillette sobre sus antecedentes, cómo llegó a implicarse en la conspiración, y cuánto lamentaba sus acciones (que todavía justificaba como las de un soldado). Powell lloró profusamente a ratos durante su entrevista, y culpó a los líderes confederados de su difícil situación.
Powell intentó enérgicamente exonerar a Mary Surratt. Según una fuente, Powell le pidió a Gillette que le llevara al capitán Christian Rath. Rath vino, y Powell declaró que Surratt no sabía nada de la conspiración y era inocente. Rath consultó con Eckert, y al cabo de una hora enviaron la declaración de Powell a considerar por el presidente Johnson. Otra fuente, sin embargo, dice que fueron los dos sacerdotes católicos que confortaron a Mary Surratt, el padre Jacob Walter y el padre B.F. Wiget, y la hija de Surratt, Anna, quienes visitaron a Powell al anochecer y obtuvieron de él la declaración de que la señora Surratt era inocente. Cualquiera que fuera la versión cierta (quizás ambas), la declaración de Powell no tuvo efecto en nadie con autoridad como para impedir la ejecución de Surratt. Powell fue el único de los conspiradores en hacer una declaración exonerando a Surratt.
Gillette se pasó la noche con él. El condenado lloró y oró alternadamente, y se quedó dormido unas tres horas antes del alba. El reverendo Stryker se dirigía a Washington, pero no recibiría permiso para ver a Powell hasta el mediodía del día siguiente.

### Ejecución

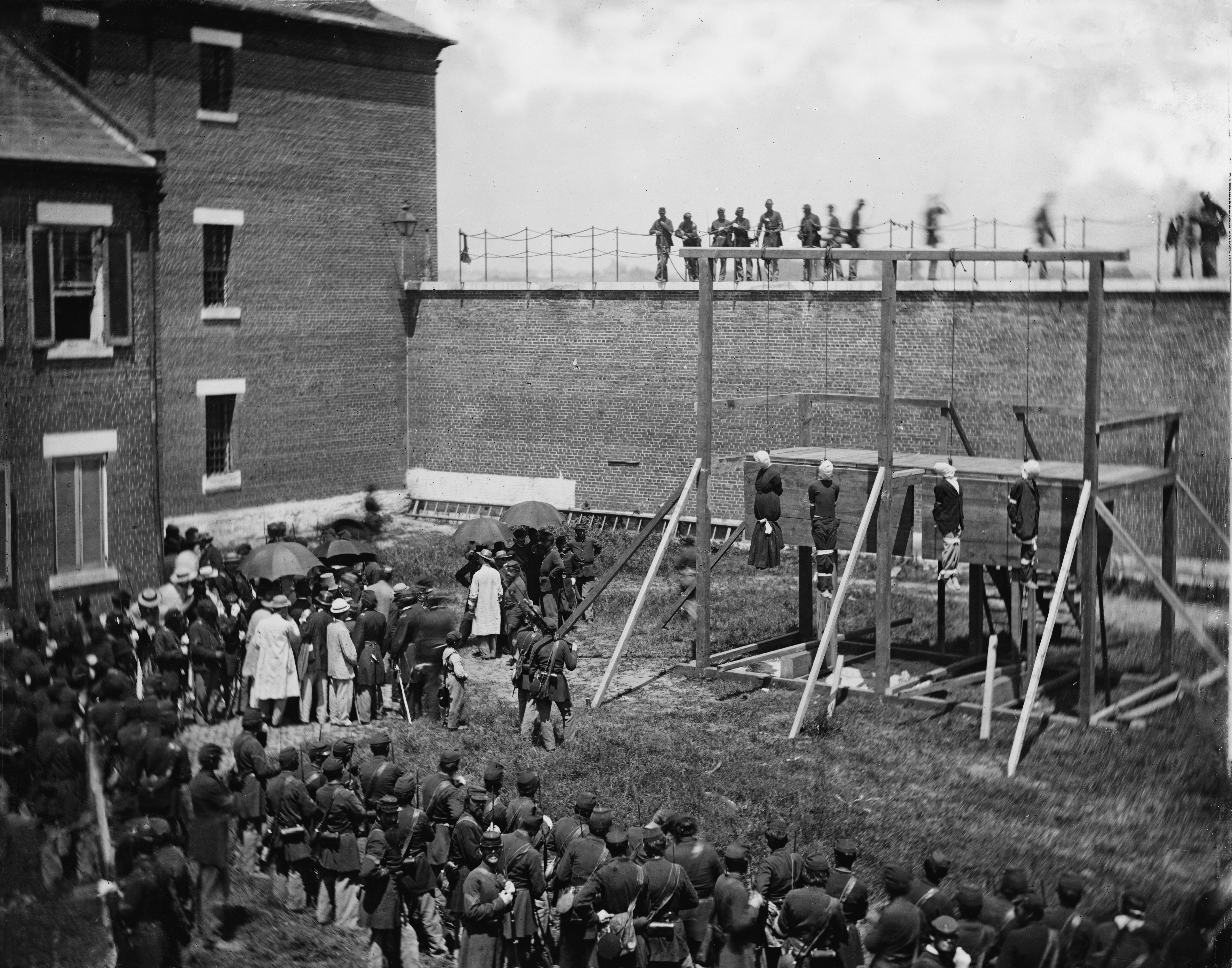
Ejecución de izquierda a derecha: Mary Surratt, Lewis Powell, David Herold y George Atzerodt el 7 de julio de 1865, en el Arsenal de Washington en Washington D. C.

Powell pidió ver al general Hartranft, y una vez más proclamó la inocencia de Mary Surratt. Hartranft escribió un memorándum al presidente Johnson en el que describía la declaración de Powell, añadiendo que creía que Powell estaba diciendo la verdad. Powell entonces hizo una declaración exonerando también a Atzerodt, declarando que Atzerodt rechazó matar al vicepresidente Johnson, incluso aunque Booth le había ordenado que lo hiciera.
A la 1:15 p. m., los prisioneros fueron llevados a través del patio hasta la escalera del patíbulo. Los tobillos y muñecas de cada prisionero estaban maniatados. Más de 1.000 personas —incluyendo funcionarios del gobierno, miembros de las fuerzas armadas de EE. UU., amigos y familiares de los testigos condenados, oficiales, y reporteros— observaban en el patio del Arsenal y la parte superior de los muros. Alexander Gardner, que había fotografiado a Powell y los demás dos meses antes, fotografió la ejecución para el gobierno.
Hartranft leyó la orden de ejecución con los condenados sentados en sillas. Se usó una tira de tela blanca para amarrarlos alrededor de los brazos y muslos, para evitar aspavientos en las convulsiones. En nombre de Powell, Gillette dio las gracias a los funcionarios de la prisión por su amabilidad, y pronunció una oración por el alma de Powell, cuyos ojos se llenaron de lágrimas. Powell dijo: "La señora Surratt es inocente. No merece morir con el resto de nosotros".
Se les pidió a los prisioneros que se levantaran y dieran los pocos pasos hasta las sogas. Una bolsa blanca de tela fue puesta sobre cada una de las cabezas después de colocar la soga al cuello. Powell dijo a Rath desde debajo de la bolsa "gracias, adiós",
Rath aplaudió, y los soldados golpearon los soportes del piso. Surratt y Atzerodt parecieron morir pronto. Herold y Powell se debatieron casi cinco minutos. Powell giró salvajemente, y una vez o dos veces sus piernas juntas se levantaron hasta casi quedar en posición sentada.

## Entierro
Los cuerpos fueron dejados colgados aproximadamente 30 minutos antes de ser cortadas las sogas y luego colocados en cajas de armas de madera. El nombre de cada difunto fue escrito en una hoja de papel y colocado dentro de un frasco de vidrio junto a cada cuerpo. Fueron enterrados, junto con Booth, contra la pared este del patio de la prisión.
En 1867, los ataúdes fueron desenterrados y colocados en otro lugar dentro del Arsenal. En febrero de 1869, después de muchas súplicas de los Booth y Surratt, el presidente Johnson acordó devolver los cuerpos a las familias.
Hay algunas discusiones sobre lo que pasó luego. La historiadora Betty Ownsbey dice que la familia Powell expresó su deseo de reclamar los restos, pero no lo hizo. El historiador Richard Bak cree que los restos de Powell fueron enterrados en el cementerio Graceland en Washington D. C. Cuando el cementerio Graceland cerró, los cuerpos fueron exhumados y reenterrados en Holmead's Buryng Ground. Siguiendo una leyenda mantenida en la familia Powell, Bak dice que la familia fue a Washington en 1871 para recuperar los restos de Lewis, aunque faltaba el cráneo. En el viaje de regreso a Florida, George Powell cayó enfermo, y los restos de su hijo fueron temporalmente enterrados en una granja cercana. En 1879, los restos fueron recuperados y el esqueleto sin cabeza enterrado en Geneva, Florida. Betty Ownsbey dice que esto no es nada  más que una historia fantasiosa. Argumenta que si los acontecimientos hubieran sido así, la ciudad de Washington D. C. habría emitido una orden de exhumación así como entregado un recibo— todo lo cual no ocurrió. Hay también otras razones para creer que la leyenda familiar es inexacta. El cementerio Graceland (un camposanto principalmente para afroamericanos) no abrió hasta 1872, pero Powell fue reenterrado antes. Graceland cerró en 1894, una fecha que no coincide con el entierro en Holmead según lo relatado por Bak y Ownsbey.
Otros documentos describen una serie alternativa de acontecimientos. Según esta versión, la familia Powell declinó recuperar el cuerpo, por lo que Powell fue enterrado en Holmead's Buryng Ground en junio de 1869 o febrero de 1870. A. H. Gawler, de la funeraria Gawler's Funeral Home, realizó el reentierro. El lugar no fue marcado, y solo Gawler y algunos miembros del personal del Ejército sabían dónde estaba enterrado Powell. Cuando el cementerio cerró en 1874, a lo largo de los siguientes diez años miles de cuerpos fueron exhumados y reenterrados. Amigos y familiares reclamaron aproximadamente 1.000 cuerpos. Los restos de 4.200 caucásicos fueron trasladados al Cementerio de Rock Creek, mientras varios centenares de restos de afroamericanos fueron reenterrados en el Graceland Cemetery. Según el periódico Washington Evening Star, el cuerpo de Powell fue exhumado por Gawler el 16 de diciembre de 1884. El frasco de vidrio identificador fue recuperado, pero el papel que supuestamente debía contener faltaba. Wesley Pippenger, un historiador que ha estudiado los enterramientos en Holmead's Buryng Ground, afirma que los restos de Powell acabaron enterrados en el Graceland Cemetery. Cuando los restos de blancos en Graceland fueron enterrados en tumbas en el Rock Creek Cemetery, los restos de Powell pudieron acabar allí.
La biógrafa de Powell Betty Ownsbey sugiere una tercera secuencia de acontecimientos. Argumenta que Powell fue reenterrado en Graceland Cemetery, pero desenterrado en algún momento entre 1870 y 1884 y enviado a Holmead's Buryng Ground. Después, los restos fueron desenterrados en 1884, y enterrados en una fosa común en la sección K, parcela 23, en Rock Creek Cemetery.

### Descubrimiento y entierro del cráneo de Powell
En 1991, un investigador del Instituto Smithsoniano descubrió el cráneo de Powell en la colección de cráneos de nativos americanos del museo. Después de una extensa búsqueda, investigadores del Smithsoniano y detectives del Ejército de los EE. UU. consideraron que A. H. Gawler se había llevado el cráneo en algún momento de su desentierro de 1869 o 1870. El cráneo fue después donado en 1885 al Museo Médico del Ejército. Entonces, se le escribió el número de acceso "2244" y la letra mayúscula "P". La documentación del museo describe que el cráneo provenía de "Payne", un criminal que había sido ejecutado en la horca. El Ejército dio el cráneo al Smithsoniano el 7 de mayo de 1898, y de alguna manera acabó posteriormente mezclado con la colección de nativos americanos.
El Smithsoniano contactó con el pariente vivo más cercano de Powell, su sobrina nieta de 70 años Helen Alderman, que reclamó el cráneo. La verificación de parentesco mediante ADN, técnica entonces de reciente implantación y todavía poco refinada, tardó dos años. El 12 de noviembre de 1994, el cráneo de Lewis Powell fue enterrado junto a la tumba de su madre, Caroline Patience Powell, en el Geneva Cemetery.

## En el cine y la televisión
Powell fue interpretado por Titus Welliver en la película de 1998 The Day Lincoln Was Shot y por Norman Reedus en la película de 2011 dirigida por Robert Redford The Conspirator.
Powell apareció en el segundo episodio de la primera temporada de la serie Timeless, interpretado por Kurt Ostlund. En el episodio, se dirige a matar a William Seward pero es detenido y muerto por Wyatt Logan (Matt Lanter).